# لینکولن (آیووا)
لینکولن (به انگلیسی: Lincoln) شهری در ایالت آیووا کشور ایالات متحده آمریکا است که جمعیت آن در سرشماری سال ۲۰۱۰ میلادی، ۱۶۲ نفر بوده‌است.